# Ключове (Волноваський район)
Ключове́ — селище Старомлинівської сільської громади Волноваського району Донецької області України.

## Загальні відомості
Селище розташоване на березі р. Мокрі Яли. Тут же знаходилась гребля Старомлинівського водосховища.  Відстань до райцентру становить близько 47 км і проходить автошляхом Т 0518. Протяжність кордонів селища з півночі на південь 1 км 309 м., із заходу на схід 1 км 298 м.

## Історія
До 2020 року селище входило до складу Великоновосілківського району. З 17 липня 2020 року село підпорядковується Старомлинівський сільський громаді, Волноваського району.
В березні 2022 року селище окуповали ЗС РФ. 11 червня 2023 року в ході російського вторгнення в Україну греблю Старомлинівського водосховища було знищено. Відстань від греблі до найближчих житлових будинків Ключового становила 520 метрів, а саме селище розташоване безпосередньо над річкою на відстані 400-800 метрів від дамби нижче за течією.

## Населення
За даними перепису 2001 року населення селища становило 49 осіб, із них 67,35 % зазначили рідною мову українську та 30,61 % — російську.